# Skogssverige
Skogssverige (ofta skrivet SkogsSverige) är en svensk webbplats som tillhandahåller fakta och nyheter om skogsbruk och skogsnäringen i Sverige samt en frågelåda. Webbplatsen är till för allmänheten och verksamma inom skogssektorn. Intressenter i SkogsSverige är större organisationer och företag inom skogssektorn.
Skogssverige presenterar dagliga nyheter från skogssektorn på webbplatsen och publicerar regelbundet olika nyhetsbrev. På webbplatsen finns möjlighet för vem som helst att ställa frågor om skog, skogsbruk och skogsindustri i en frågelåda. Frågorna besvaras av en expertpanel bestående av forskare från Sveriges lantbruksuniversitet och Linnéuniversitetet samt specialister från övriga delar av skogssektorn.
Verksamheten grundades 1995 vid Sveriges lantbruksuniversitet trots ett inledande avslag på en ansökan om medel för att bygga upp ”Skogssverige på Internet”. Sveriges lantbruksuniversitet ansvarade för utveckling och drift fram till och med 2011. Sedan 2012 är SkogsSverige en del av den obundna och ideella Föreningen Skogens verksamhet, tillsammans med bland annat det nationella samverkansprogrammet Skogen i skolan och branschtidningen Tidningen Skogen. I november 2015 firades SkogsSveriges 20-årsjubileum på Kungliga Skogs- och Lantbruksakademien.
Stiftelsen Skogssällskapet har länge varit drivande i utvecklingen och medverkat vid finansieringen av såväl kommunikationsplattformens löpande verksamhet och utveckling som enskilda projekt inom verksamheten. Kommunikationsplattformen består av verksamheterna SkogsSverige och Skogen i Skolan.
Skogsindustrierna samverkar med olika och branschföreningar, bland annat Föreningen Skogen.